# Кархуоя (приток Тунтсайоки)
Кархуоя — река в Мурманской области России. Протекает по территории Кандалакшского района. Левый приток реки Тунтсайоки.
Длина реки составляет 22 км.
Берёт начало в урочище Ягельная, между горами Круглая и Лейпатунтури. Протекает по лесной, местами заболоченной местности. Питание в основном снеговое. Впадает в Тунтсайоки в 105 км от устья на высоте 249 м над уровнем моря.

## Данные водного реестра
По данным государственного водного реестра России относится к Баренцево-Беломорскому бассейновому округу, водохозяйственный участок реки — Ковда от Кумского гидроузла до Иовского гидроузла. Речной бассейн реки — бассейны рек Кольского полуострова и Карелии.
Код объекта в государственном водном реестре — 02020000512102000000931.